# 동진
동진(東晉, 317년 ~ 420년)은 중국의 왕조로, 서진이 유연의 한나라(훗날의 전조)에게 멸망한 후, 사마예에 의해 강남에 세워진 진(晉)의 망명 왕조이다. 서진과 구별하여 동진이라고 부른다.

## 건국
306년 서진 말기에, 영가의 난으로 낙양이 함락되었고, 회제가 포로가 되어 서진은 멸망하였다. 진의 낭야왕인 사마예는 건업으로 피하여 낭야의 호족 왕도(王導)의 힘을 빌려 이 땅에 동진을 건국했다. 약 100년간 11대에 걸쳐 지속되었고, 화북으로부터 피해 온 북쪽 세력과 강남 토착의 호족 세력과 협력으로 운영되었다. 현대와는 달리, 당시의 화남지방은 중국 대륙 안에서는 인구가 희박하고 낙후된 지역이었으나 화북지방으로부터 온 피난민은 초기에 세금을 감면하는 등 세제상 혜택을 주어 적극적으로 유랑민을 받아들이고 미개지 개간을 장려하였다. 그 결과로, 원래 습기가 많아 수자원이 풍부한 지역이기도 하여, 경제적으로 당시의 화북지방과 겨룰 정도로 번영하였다.

## 멸망
제9대 효무제 때 전진의 남하정복 전투에 의해 위기를 맞게 되었다. 383년 비수대전에서 승리하여 위기를 넘기지만 이때부터 반란이 잦아지자, 대장 환현이 반란을 탄압한다는 명분하에 거병하여 집권하게 되었다. 유유가 이를 진압하고 이에 대한 명분과 북벌 성공으로 새로이 집권에 성공한 뒤 아예 새로운 왕조를 세워 제위에 오르면서 동진은 멸망하게 되었다. 유유가 새로 세운 나라의 이름은 송이며, 이는 남북조 시대에 강남에 세워진 남조의 첫 왕조이다.

## 역대 황제
| 대수   | 묘호             | 시호                             | 성명               | 연호                                                                       | 재위기간      | 능호           |
| ------ | ---------------- | -------------------------------- | ------------------ | -------------------------------------------------------------------------- | ------------- | -------------- |
| 제1대  | 진 중종 (晉中宗) | 원황제 (元皇帝)                  | 사마예(司馬睿)     | 건무(建武) 317년 ~ 318년 대흥(大興) 318년 ~ 321년 영창(永昌) 322년 ~ 323년 | 317년 ~ 322년 | 건평릉(建平陵) |
| 제2대  | 진 숙종 (晉肅宗) | 명황제 (明皇帝)                  | 사마소(司馬紹)     | 태녕(太寧) 323년 ~ 326년                                                   | 322년 ~ 325년 | 무평릉(武平陵) |
| 제3대  | 진 현종 (晉顯宗) | 성황제 (成皇帝)                  | 사마연(司馬衍)     | 함화(咸和) 326년 ~ 334년 함강(咸康) 335년 ~ 342년                          | 325년 ~ 342년 | 흥평릉(興平陵) |
| 제4대  | -                | 강황제 (康皇帝)                  | 사마악(司馬岳)     | 건원(建元) 343년 ~ 344년                                                   | 342년 ~ 344년 | 숭평릉(崇平陵) |
| 제5대  | 진 효종 (晉孝宗) | 목황제 (穆皇帝)                  | 사마담(司馬聃)     | 영화(永和) 345년 ~ 356년 승평(昇平) 357년 ~ 361년                          | 344년 ~ 361년 | 영평릉(永平陵) |
| 제6대  | -                | 애황제 (哀皇帝)                  | 사마비(司馬丕)     | 융화(隆和) 362년 ~ 363년 흥녕(興寧) 363년 ~ 365년                          | 361년 ~ 365년 | 안평릉(安平陵) |
| 제7대  | -                | 폐황제 (廢皇帝) <해서공(海西公)> | 사마혁(司馬奕)     | 태화(太和) 366년 ~ 371년                                                   | 365년 ~ 371년 | 오릉(吳陵)     |
| 제8대  | 진 태종 (晉太宗) | 간문황제 (簡文皇帝)              | 사마욱(司馬昱)     | 함안(咸安) 371년 ~ 372년                                                   | 371년 ~ 372년 | 고평릉(高平陵) |
| 제9대  | 진 열종 (晉烈宗) | 효무황제 (孝武皇帝)              | 사마요(司馬曜)     | 영강(寧康) 373년 ~ 375년 태원(太元) 376년 ~ 396년                          | 372년 ~ 396년 | 융평릉(隆平陵) |
| 제10대 | -                | 안황제 (安皇帝)                  | 사마덕종(司馬德宗) | 융안(隆安) 397년 ~ 402년 원흥(元興) 402년 ~ 404년 의희(義熙) 405년 ~ 418년 | 396년 ~ 418년 | 휴평릉(休平陵) |
| 제11대 | -                | 공황제 (恭皇帝)                  | 사마덕문(司馬德文) | 원희(元熙) 419년 ~ 420년                                                   | 418년 ~ 420년 | 충평릉(沖平陵) |

## 같이 보기
- 진 (위진)
- 진서